# The Lion, The Witch and the Wardrobe (1967)
The Lion, The Witch and the Wardrobe ist eine zehnteilige Miniserie von ITV und eine Adaption des Kinderbuches Der König von Narnia von C. S. Lewis aus dem Jahr 1967.

## Hintergrund
Die Länge pro Folge beträgt inklusive Werbung in etwa 20 Minuten. Die Tiere wurden von Schauspielern in Kostümen dargestellt. Lediglich die erste und die achte Folge existieren heute noch, von der siebten Folge existiert nur die Tonspur, alle weiteren Folgen sind verloren gegangen. Der König von Narnia ist die erste Adaption der Buchreihe Die Chroniken von Narnia von C. S. Lewis.

## Episodenliste
| Nr. (ges.) | Nr. (St.) | Deutscher Titel | Originaltitel                                | Erstausstrahlung Vereinigtes Königreich | Deutschsprachige Erstveröffentlichung (D/A/CH) |
| ---------- | --------- | --------------- | -------------------------------------------- | --------------------------------------- | ---------------------------------------------- |
| 1          | 1         | -               | What Lucy Found in the Wardrobe              | 9. Juli 1967                            | -                                              |
| 2          | 2         | -               | Edmund and the White Witch                   | 16. Juli 1967                           | -                                              |
| 3          | 3         | -               | Into the Forest                              | 23. Juli 1967                           | -                                              |
| 4          | 4         | -               | A Day with the Beavers                       | 30. Juli 1967                           | -                                              |
| 5          | 5         | -               | The Witch's House                            | 6. Aug. 1967                            | -                                              |
| 6          | 6         | -               | Aslan is Coming                              | 13. Aug. 1967                           | -                                              |
| 7          | 7         | -               | Peter's First Battle                         | 20. Aug. 1967                           | -                                              |
| 8          | 8         | -               | The Triumph of the Witch                     | 27. Aug. 1967                           | -                                              |
| 9          | 9         | -               | Deeper Magic from Before the Dawning of Time | 3. Sept. 1967                           | -                                              |
| 10         | 10        | -               | The Battle                                   | 10. Sep. 1967                           | -                                              |

## Weitere Verfilmungen
Die weiteren sechs Bücher der Reihe verfilmte ITV nicht. Allerdings gab es spätere weitere Adaptionen von verschiedenen Produktionsfirmen. So gab es einen Zeichentrickfilm von Bill Meléndez, drei sechsteilige Miniserien von BBC und drei Spielfilme von Walden Media. Der König von Narnia wurde dreimal verfilmt, 1979, 1988 und 2005. George Claydon, der den Zwerg Ginaarbrik gespielt hatte, spielte in der zweiten Miniserie von BBC, Die Chroniken von Narnia: Prinz Kaspian & die Reise auf der Morgenröte, den Zwerg Nikarbrik.